# Matilde di Waldeck e Pyrmont
Principessa Matilde di Waldeck-Pyrmont ((DE)  Prinzessin Mathilde zu Waldeck und Pyrmont; Rhoden, 10 aprile 1801 – Karlsruhe, 13 aprile 1825) fu un membro del Casato di Waldeck e Pyrmont e una Principessa di Waldeck e Pyrmont e prima moglie del duca Eugenio di Württemberg.

## Biografia
Matilde era la terza figlia di Giorgio I di Waldeck e Pyrmont e di sua moglie Augusta di Schwarzburg-Sondershausen.

## Matrimonio
Il 20 aprile 1817, sposò il principe Eugenio di Württemberg, figlio del principe Eugenio Federico di Württemberg e di sua moglie Luisa di Stolberg-Gedern. Eugenio era il nipote paterno dell'imperatrice di Russia Maria Feodorovna, moglie dell'imperatore Paolo I. Così, Eugenio era un cugino di due imperatori russi Alessandro I e Nicola I e di Anna Pavlovna, regina dei Paesi Bassi.
La coppia ebbe tre figli:
- Duchessa Maria di Württemberg (25 marzo 1818 - 10 aprile 1888), sposò nel 1845 Carlo II, langravio di Assia-Philippsthal, ebbero figli.
- Duca Eugenio di Württemberg (25 dicembre 1820-8 gennaio 1875), sposò nel 1843 la principessa Matilde di Schaumburg-Lippe, ebbero figli.
- Duca Guglielmo Alessandro di Württemberg (13 aprile 1825 - 15 aprile 1825).

## Morte
Matilda morì durante la terza gravidanza. Nel 1827 Eugenio sposò la principessa Elena di Hohenlohe-Langenburg, con la quale ebbe quattro figli.

## Ascendenza
|                                                    |                                      |                                                  | Genitori                                           |  |  | Nonni |  |  | Bisnonni                                     |  |  | Trisnonni                  |  |
|                                                    |                                      |                                                  |                                                    |  |  |       |  |  | Federico Antonio Ulrico di Waldeck e Pyrmont |  |  | Cristiano Luigi di Waldeck |  |
|                                                    |                                      |                                                  |                                                    |  |  |       |  |  | Federico Antonio Ulrico di Waldeck e Pyrmont |  |  | Cristiano Luigi di Waldeck |  |
|                                                    |                                      | Anna Isabella di Rappoltstein                    |                                                    |  |  |       |  |  | Federico Antonio Ulrico di Waldeck e Pyrmont |  |  |                            |  |
| Carlo Augusto Federico di Waldeck e Pyrmont        |                                      |                                                  |                                                    |  |  |       |  |  | Federico Antonio Ulrico di Waldeck e Pyrmont |  |  |                            |  |
|                                                    |                                      | Luisa del Palatinato-Zweibrücken-Birkenfeld      | Cristiano II del Palatinato-Zweibrücken-Birkenfeld |  |  |       |  |  |                                              |  |  |                            |  |
|                                                    |                                      | Luisa del Palatinato-Zweibrücken-Birkenfeld      | Cristiano II del Palatinato-Zweibrücken-Birkenfeld |  |  |       |  |  |                                              |  |  |                            |  |
|                                                    |                                      | Luisa del Palatinato-Zweibrücken-Birkenfeld      | Caterina Agata di Rappoltstein                     |  |  |       |  |  |                                              |  |  |                            |  |
| Giorgio I di Waldeck e Pyrmont                     |                                      | Luisa del Palatinato-Zweibrücken-Birkenfeld      |                                                    |  |  |       |  |  |                                              |  |  |                            |  |
|                                                    |                                      | Cristiano III del Palatinato-Zweibrücken         | Cristiano II del Palatinato-Zweibrücken-Birkenfeld |  |  |       |  |  |                                              |  |  |                            |  |
|                                                    |                                      | Cristiano III del Palatinato-Zweibrücken         | Cristiano II del Palatinato-Zweibrücken-Birkenfeld |  |  |       |  |  |                                              |  |  |                            |  |
|                                                    |                                      | Cristiano III del Palatinato-Zweibrücken         | Caterina Agata di Rappoltstein                     |  |  |       |  |  |                                              |  |  |                            |  |
| Cristiana Enrichetta del Palatinato-Zweibrücken    |                                      | Cristiano III del Palatinato-Zweibrücken         |                                                    |  |  |       |  |  |                                              |  |  |                            |  |
|                                                    |                                      | Carolina di Nassau-Saarbrücken                   | Luigi Crato di Nassau-Saarbrücken                  |  |  |       |  |  |                                              |  |  |                            |  |
|                                                    |                                      | Carolina di Nassau-Saarbrücken                   | Luigi Crato di Nassau-Saarbrücken                  |  |  |       |  |  |                                              |  |  |                            |  |
|                                                    |                                      | Carolina di Nassau-Saarbrücken                   | Filippa Enrichetta di Hohenlohe-Langenburg         |  |  |       |  |  |                                              |  |  |                            |  |
| Matilde di Waldeck e Pyrmont                       |                                      | Carolina di Nassau-Saarbrücken                   |                                                    |  |  |       |  |  |                                              |  |  |                            |  |
|                                                    | Augusto di Schwarzburg-Sondershausen | Cristiano Guglielmo di Schwarzburg-Sondershausen |                                                    |  |  |       |  |  |                                              |  |  |                            |  |
|                                                    | Augusto di Schwarzburg-Sondershausen | Cristiano Guglielmo di Schwarzburg-Sondershausen |                                                    |  |  |       |  |  |                                              |  |  |                            |  |
|                                                    | Augusto di Schwarzburg-Sondershausen | Guglielmina Cristiana di Sassonia-Weimar         |                                                    |  |  |       |  |  |                                              |  |  |                            |  |
| Cristiano Günther III di Schwarzburg-Sondershausen | Augusto di Schwarzburg-Sondershausen |                                                  |                                                    |  |  |       |  |  |                                              |  |  |                            |  |
|                                                    |                                      | Carlotta Sofia di Anhalt-Bernburg                | Carlo Federico di Anhalt-Bernburg                  |  |  |       |  |  |                                              |  |  |                            |  |
|                                                    |                                      | Carlotta Sofia di Anhalt-Bernburg                | Carlo Federico di Anhalt-Bernburg                  |  |  |       |  |  |                                              |  |  |                            |  |
|                                                    |                                      | Carlotta Sofia di Anhalt-Bernburg                | Sofia Albertina di Solms-Sonnenwalde               |  |  |       |  |  |                                              |  |  |                            |  |
| Augusta di Schwarzburg-Sondershausen               |                                      | Carlotta Sofia di Anhalt-Bernburg                |                                                    |  |  |       |  |  |                                              |  |  |                            |  |
|                                                    |                                      | Vittorio Federico di Anhalt-Bernburg             | Carlo Federico di Anhalt-Bernburg                  |  |  |       |  |  |                                              |  |  |                            |  |
|                                                    |                                      | Vittorio Federico di Anhalt-Bernburg             | Carlo Federico di Anhalt-Bernburg                  |  |  |       |  |  |                                              |  |  |                            |  |
|                                                    |                                      | Vittorio Federico di Anhalt-Bernburg             | Sofia Albertina di Solms-Sonnenwalde               |  |  |       |  |  |                                              |  |  |                            |  |
| Carlotta Guglielmina di Anhalt-Bernburg            |                                      | Vittorio Federico di Anhalt-Bernburg             |                                                    |  |  |       |  |  |                                              |  |  |                            |  |
|                                                    |                                      | Albertina di Brandeburgo-Schwedt                 | Alberto Federico di Brandeburgo-Schwedt            |  |  |       |  |  |                                              |  |  |                            |  |
|                                                    |                                      | Albertina di Brandeburgo-Schwedt                 | Alberto Federico di Brandeburgo-Schwedt            |  |  |       |  |  |                                              |  |  |                            |  |
|                                                    |                                      | Albertina di Brandeburgo-Schwedt                 | Maria Dorotea di Curlandia                         |  |  |       |  |  |                                              |  |  |                            |  |
|                                                    |                                      | Albertina di Brandeburgo-Schwedt                 |                                                    |  |  |       |  |  |                                              |  |  |                            |  |